# Eusebi de Tarragona
Eusebi fou arquebisbe de Tarragona nomenat el 610, de família hispano-romana. Va substituir Asiàtic. Durant el seu govern de la diocesi va convocar el Concili d'Ègara. Va morir el 632. El seu successor fou Audax (633).
| Eusebi de Tarragona Naixement: ? Mort: ? |                                                          |                    |
| Títols                                   |                                                          |                    |
| Precedit per: Asiàtic                    | Bisbe de Tàrraco (Llista de bisbes de Tàrraco) (610-632) | Succeït per: Audax |